# エルネスト・エベール
エルネスト・エベール（Ernest Hébert、1818年11月3日 - 1908年11月4日）はフランスの画家である。

## 略歴
グルノーブルの公証人の息子に生まれた。1835年に法律を学ぶためにパリに出たが、同時に彫刻家のダヴィッド・ダンジェや歴史画家のポール・ドラローシュから美術も学んだ。ほぼ独学の画家であったが、22歳になった時、サロン・ド・パリに作品を出展し評価得た。1839年に宗教的なテーマの作品でローマ賞を受賞し、ローマの在ローマ・フランス・アカデミーへの留学資格を得た。1840年から1844年まで、ローマに滞在した。ローマ滞在中はドミニク・アングルやジャン＝ヴィクトール・シュネッツに学んだ。フランス帰国後は肖像画を描き、高い評価を得た。
1867年から1873年の間と1885年から1891年の間、在ローマ・フランス・アカデミーの校長を務め、1882年から1885年の間はパリのエコール・デ・ボザールの教授を務めた。
後年はグルノーブルの郊外のラ・トロンシュ(La Tronche)に住んだ。エーベルが亡くなった後、1934年にエーベルの邸はエーベル美術館(Musée Hébert)としてエーベルの作品を展示している。1978年にはパリにもエーベル美術館(Musée Hébert)が設立された。

## 作品

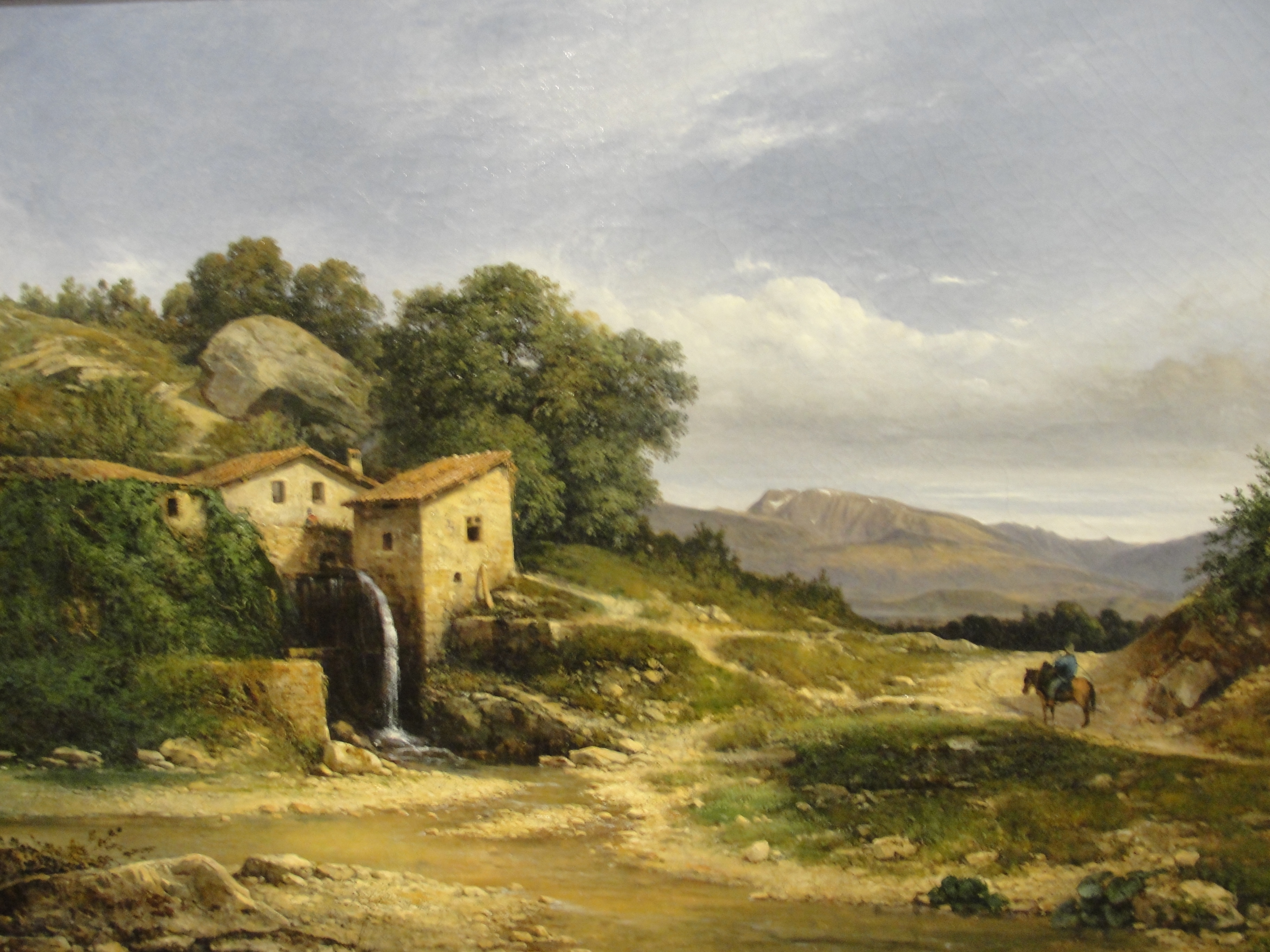
タイフェールの眺め(1837)
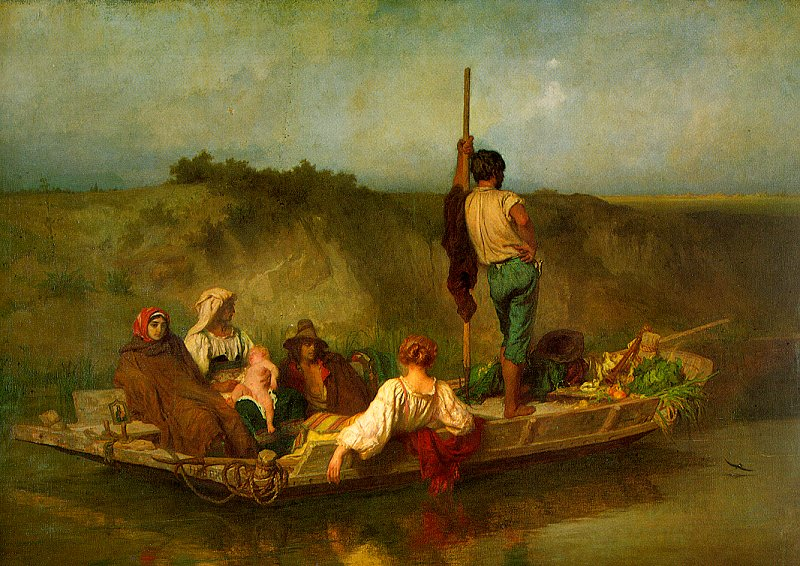
"La Mal'aria" (1848/1849)
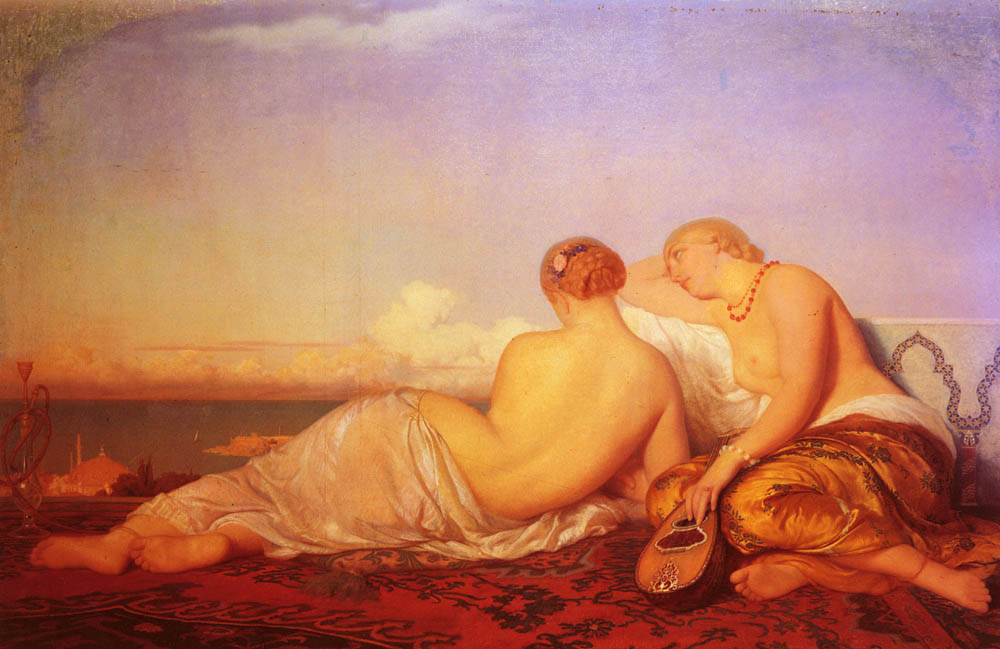
海峡を眺める2人のオダリスク(1843)

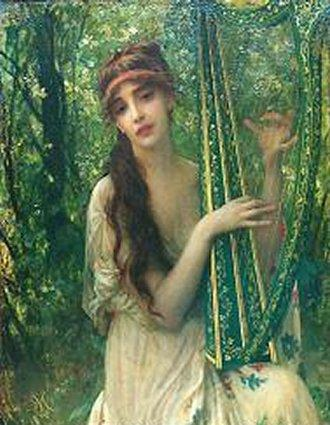
" La Musica"
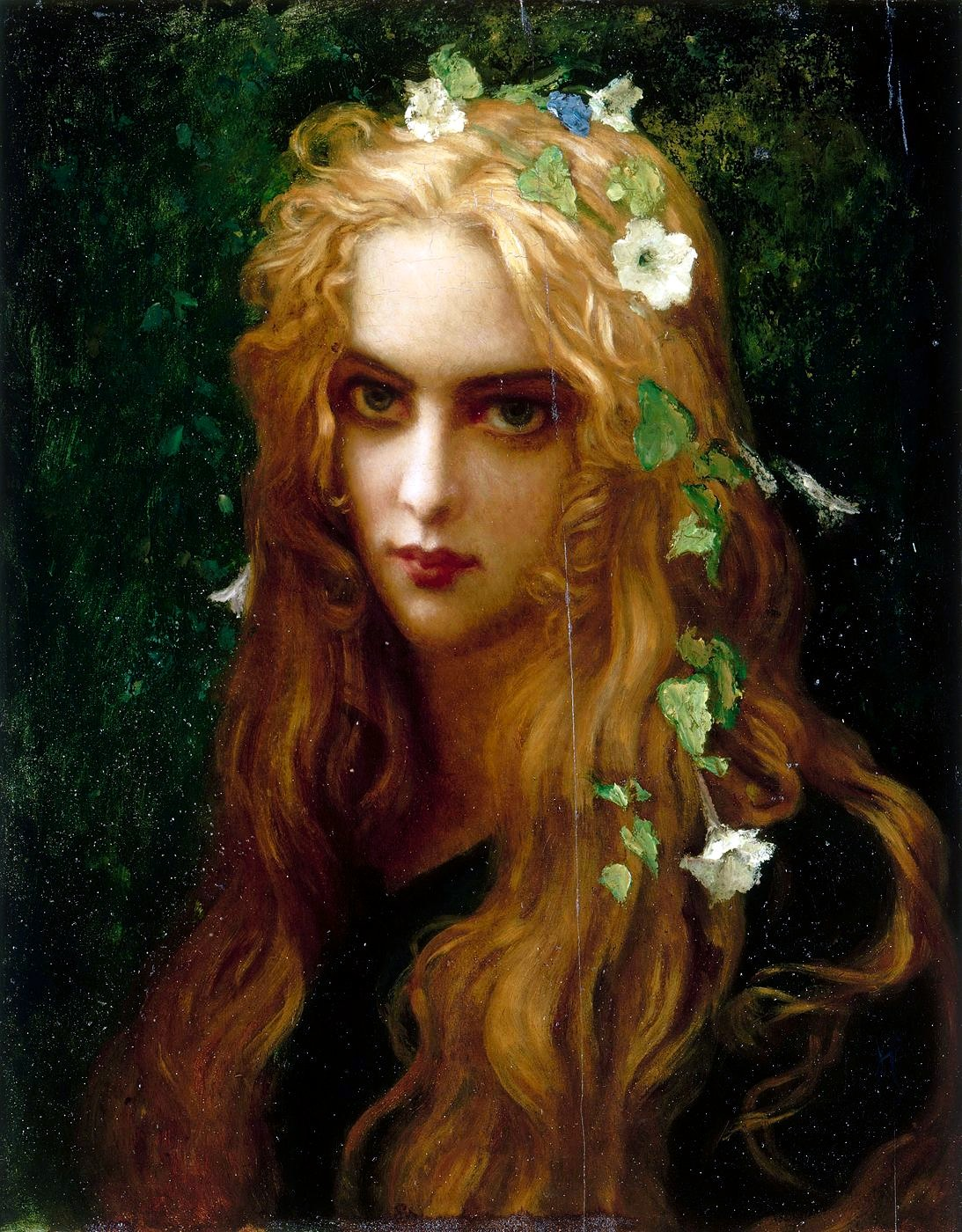
"Ofelia"
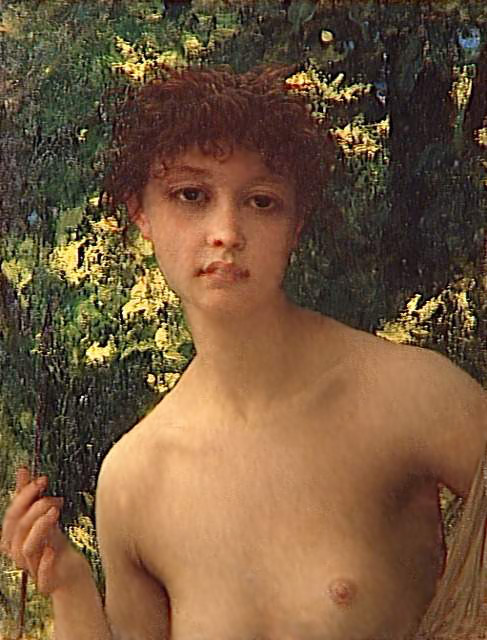
Jeune Chasseresse (1873)
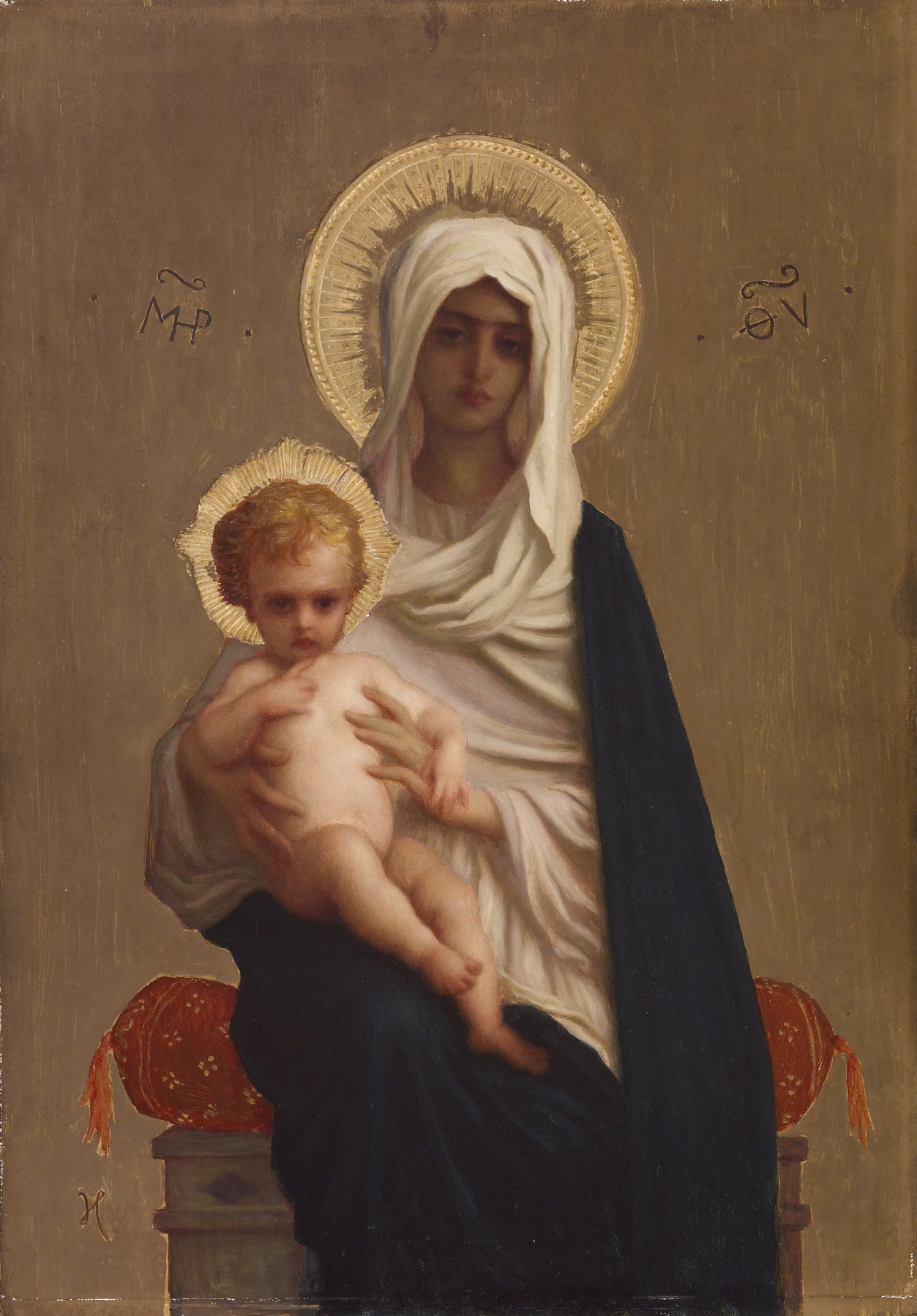
聖母像

## エベールの教えた学生
- ポール・トゥルイユベール (1829-1900)
- ジュール＝シャルル・アヴィア (1844-1931)
- ガブリエル・フェリエール (1847-1914)
- リュドヴィク・アローム (1859-1941)
- François-Maurice Lard (1864-1908)